# هم‌رزمان (آلبوم)
هم‌رزمان به (به انگلیسی: Brothers in Arms) پنجمین آلبوم گروه راکِ انگلیسی، دایر استریتس است که در سال ۱۹۸۵ منتشر شد.
این آلبوم پس از عرضه در چارت‌های گوناگون به جایگاهِ یکم رسید، در جدول موسیقی آلبوم‌های بریتانیا ۱۰ هفته در صدر قرار گرفت، ۹ هفته را در صدر بیلبورد ۲۰۰ در ایالات متحده سپری کرد، در چارت استرالیا نیز ۳۴ هفته در صدر بود.
این آلبوم؛ هفتمین آلبوم پرفروش در تاریخ جدول‌های بریتانیا است و در ایالات متحده نیز گواهی ۹بار پلاتین را دریافت کرد و با بیش از ۳۰ میلیون فروش، یکی از پرفروش‌ترین آلبوم‌های موسیقی جهان است.

## لیست آهنگ‌ها
1. So Far Away
2. Money for Nothing
3. Walk of Life
4. Your Latest Trick
5. Why Worry
6. Ride Across the River
7. The Man's Too Strong
8. One World
9. Brothers in Arms